# Perisphaeria pilifera
Perisphaeria pilifera är en kackerlacksart som först beskrevs av Lucas J. Stal 1856.  Perisphaeria pilifera ingår i släktet Perisphaeria och familjen jättekackerlackor. Inga underarter finns listade i Catalogue of Life.